# NK-лимфоцитопоэз
NK-лимфоцитопоэз — процесс созревания NK-лимфоцитов, разновидность процесса лимфопоэза.
NK-лимфоциты, лишённые специфических антигенных рецепторов, развиваются в костном мозгу. После окончания созревания и высвобождения из костного мозга в кровь они циркулируют в кровеносном русле в течение всего срока своей жизни в поисках возможного применения своим способностям. Возможность применения, которой они ожидают и активно ищут — это возможность случайно встретить, распознать и уничтожить аномальную клетку, например злокачественную, мутантную или пораженную вирусом.

## Морфология
Хорошо известно, что лимфоциты никогда не имеют гранул, или, во всяком случае, никогда не имеют гранул, видимых в обычный световой микроскоп, даже при окраске клеток. Этим они отличаются от гранулоцитов, которые потому так и называются, что содержат хорошо различимые гранулы. Однако NK-лимфоциты являются исключением из этого правила. Это единственные лимфоциты, которые таки содержат гранулы. Более того, они содержат большое количество специфических гранул, так называемых цитотоксических гранул. Именно наличие этих цитотоксических гранул и способность их опорожнять внутрь клетки-жертвы через проделанные в её стенке при помощи перфорина поры и является тем механизмом, который и придаёт NK-лимфоцитам способность уничтожать атипичные, аномальные, злокачественные, мутантные или пораженные вирусами клетки. Именно наличие этих гранул является причиной того, что NK-лимфоциты имеют также другое, альтернативное название — БГЛ, Большие Гранулярные Лимфоциты.
NK-лимфоциты не только имеют легко запоминающееся почти-киношное название «естественные киллеры» (ЕК) или «натуральные киллеры» (НК), но и являются единственными лимфоцитами, которые считаются частью врождённой иммунной системы, или, иначе, частью системы врождённого иммунитета, а не частью адаптивной иммунной системы, или системы адаптивного иммунитета. Все остальные лимфоциты — Т- и B-лимфоциты разных видов — принадлежат к системе адаптивного иммунитета. Однако, несмотря на это, NK-лимфоциты и по своему морфологическому строению, и по выполняемым функциям, и по иммунофенотипу, и по биохимическим особенностям, и по происхождению намного ближе к Т-клеткам, являющимся частью адаптивной иммунной системы, чем к другим клеткам врождённой иммунной системы, частью которой они считаются. NK-лимфоциты не только имеют множество общих поверхностных маркеров, общие морфологические, физиологические и биохимические функции и особенности с Т-лимфоцитами, но и происходят от общего NK/T-клеточного предшественника. Помимо этого, общий NK/T-клеточный предшественник является также родоначальником субпопуляции лимфоидных дендритных клеток. (Medical Immunology, p. 121)

## Иммунофенотип
NK-лимфоциты имеют однозначно определяющий их «иммунофенотипический паспорт» («отпечаток пальцев») в виде набора поверхностных антигенов — кластеров дифференцировки CD3, CD16, CD56.

## Место обитания
Клетки-предшественники NK-лимфоцитов, как и клетки-предшественники Т-лимфоцитов, обнаруживаются в основном в тимусе, по крайней мере у мыши. Однако наличие тимуса не является абсолютно необходимым для развития NK-лимфоцитов. По всей вероятности, NK-лимфоциты могут развиваться в тканях различных органов, однако основное место их производства до сих пор точно не известно.

## Субпопуляции NK-лимфоцитов и процесс развития
У человека бОльшая часть NK-лимфоцитов (около 85-90 % общего их количества) являются зрелыми NK-лимфоцитами и имеют высокую цитотоксическую и цитолитическую активность (способность уничтожать и лизировать аномальные, атипичные, злокачественные, мутантные или пораженные вирусом клетки). Меньшая часть NK-лимфоцитов (10-15 % общего количества), называемых «юными», или «незрелыми» NK-лимфоцитами, проявляют повышенную экспрессию антигена CD56, за что они прозваны «CD56-яркими» (так как они ярко светятся при иммунофлуоресцентной окраске на антиген CD56). Эти «CD56-яркие» NK-лимфоциты отличаются от зрелых NK-лимфоцитов повышенной продукцией цитокинов (даже считается, что продукция цитокинов — это их основная физиологическая обязанность и ответственность в организме), меньшей цитотоксической и цитолитической активностью, длительным сроком жизни клетки и повышенной выживаемостью (повышенной устойчивостью к механизмам запуска апоптоза). Попадая в лимфатические узлы, эти «CD56-яркие» юные NK-лимфоциты проходят терминальную дифференцировку и становятся зрелыми NK-лимфоцитами, которые вырабатывают намного меньше цитокинов, имеют меньший срок жизни и меньшую выживаемость в неблагоприятных условиях, менее устойчивы к апоптозу, но зато имеют более высокую цитотоксичность и экспрессируют киллерный иммуноглобулиноподобный рецептор (KIR), рецепторы естественной цитотоксичности (NCR) и критически важные для их работы молекулы адгезии. (Medical Immunology, p. 122)